# غاريث مالون
غاريث مالون (بالإنجليزية: Gareth Malone)‏ هو مقدم تلفزيوني بريطاني، ولد في 9 نوفمبر 1975 في لندن في المملكة المتحدة.

## وصلات خارجية
- الموقع الرسمي
- غاريث مالون على موقع IMDb (الإنجليزية)
- غاريث مالون على موقع ميوزك برينز (الإنجليزية)
- غاريث مالون على موقع قاعدة بيانات الفيلم (الإنجليزية)